# Episoriculus leucops
Episoriculus leucops là một loài động vật có vú trong họ Chuột chù, bộ Soricomorpha. Loài này được Horsfield mô tả năm 1855.